# Erepta stylodon
Erepta stylodon es una especie de molusco gasterópodo de la familia Helicarionidae en el orden de los Stylommatophora.

## Distribución geográfica
Es  endémica de las islas Mauricio.